# 呉屋貴教
呉屋 貴教（ごや たかのり、1983年8月26日 - ）は、日本の元プロバスケットボール選手である。沖縄県沖縄市出身。ポジションはポイントガード/シューティングガード。身長190cm、体重83kg。
2006年に富山グラウジーズにドラフト1巡目で指名され、プロ選手となる。以後大阪エヴェッサ、ライジング福岡、東京アパッチ、信州ブレイブウォリアーズ、和歌山トライアンズ（NBL）に所属。その間に3度、bjリーグオールスターゲームに選出された。

## 来歴
幼い頃からバスケットボールに親しんでおり、10歳の時に本格的な競技を始める。コザ中学校では1998年に全国大会優勝。北中城高進学後も3年連続でインターハイ、ウィンターカップ出場。
日本大学在学中には2003年の全日本学生選手権優勝に貢献。U-24日本代表にも選ばれた。
卒業後、bjリーグの富山グラウジーズにドラフト1巡目（全体1位）指名され入団。
2006-07シーズンに沖縄県で開催されたオールスターゲームには、沖縄県出身者としては唯一選ばれた。
2007-08シーズンまで富山の主力として活躍。同シーズン終了後、エクスパンション・ドラフト実施に際し富山よりプロテクトされるが、金銭トレードにより大阪エヴェッサに移籍となった。プロテクト適用選手の移籍はbjリーグ史上初であった。
2008-09シーズンは大阪で9試合に出場した後、仲西淳及びドラフト1巡目指名権との交換によりライジング福岡へトレードされる。さらに、そのオフに東京アパッチへトレードされた。
東京では2009-10シーズンにレギュラーシーズン全52試合に出場し、プレイオフ出場に貢献した。しかし2010-11シーズンは故障により13試合の出場に止まった。
2010-11シーズン終了後、東京が活動を休止したため、翌2011-12シーズンから、新規参入した信州ブレイブウォリアーズに移籍。2012-13にはキャプテンも務めた。
2012-13シーズン終了後、古巣の大阪エヴェッサへ復帰。しかし開幕前に半月板損傷の手術を受けたため欠場を余儀なくされ、11月30日の島根スサノオマジック戦でシーズン初出場を果たしたものの、この試合で今度は右肩を脱臼し再び戦線離脱。シーズンで27試合出場に止まる。
2014年7月、和歌山トライアンズに移籍したが、シーズン途中の2015年2月に現役引退。
2015年7月、現役に復帰し、8シーズンぶりに富山グラウジーズに加入した。
Bリーグが開幕したばかりの2016年10月1日、富山グラウジーズと本人双方の合意のもと、契約解除となる。
2016年10月12日、 島根スサノオマジックと契約。
現在は富山に在住し、富山県内の大学で男子バスケットボールチームのコーチを務める傍ら、2017年11月6日、県内でバスケットボールスクールを開校した。

## 主な成績
| シーズン         | チーム | GP | GS | MPG  | FG%  | 3P%  | FT%  | RPG | APG | SPG | BPG | TO  | PPG  |
| ---------------- | ------ | -- | -- | ---- | ---- | ---- | ---- | --- | --- | --- | --- | --- | ---- |
| bjリーグ 2006-07 | 富山   | 40 | 40 |      |      |      |      |     |     |     |     |     | 8.9  |
| bjリーグ 2007-08 | 富山   | 42 | 42 |      |      |      |      |     |     |     |     |     | 9.9  |
| bjリーグ 2008-09 | 大阪   | 9  | 0  | 13.3 | .321 | .067 | .500 | 1.3 | 1.1 | 0.1 | 0.2 | 0.6 | 2.6  |
| bjリーグ 2008-09 | 福岡   | 28 | 15 | 25.5 | .391 | .246 | .563 | 2.4 | 2.9 | 1.0 | 0.1 | 1.3 | 7.3  |
| bjリーグ 2009-10 | 東京   | 52 | 11 | 13.1 | .419 | .278 | .724 | 1.5 | 1.0 | 0.3 | 0.1 | 0.8 | 3.9  |
| bjリーグ 2010-11 | 東京   | 13 | 2  | 13.7 | .396 | .333 | .333 | 1.5 | 0.8 | 0.7 | 0.1 | 0.6 | 3.4  |
| bjリーグ 2011-12 | 信州   | 33 | 26 | 27.5 | .377 | .152 | .594 | 2.1 | 2.3 | 0.9 | 0.0 | 1.4 | 6.1  |
| bjリーグ 2012-13 | 信州   | 39 | 39 | 27.9 | .442 | .380 | .776 | 3.3 | 2.6 | 1.0 | 0.0 | 1.6 | 10.7 |
| bjリーグ 2013-14 | 大阪   | 27 |    | 18.1 | .421 | .263 | .833 | 1.3 | 0.9 | 0.4 | 0.1 | 0.8 | 6.3  |
| NBL 2014-15      | 和歌山 |    |    |      |      |      |      |     |     |     |     |     |      |
| bjリーグ 2015-16 | 富山   |    |    |      |      |      |      |     |     |     |     |     |      |